# Nemophila
Nemophila (japanisch: ネモフィラ, Hepburn: Nemofira) ist eine japanische Heavy-Metal-Band, die 2019 in Tokio gegründet wurde. Sie besteht aus der Sängerin Mayu, der Gitarristin Hazuki, der Bassistin Haraguchi-san und der Schlagzeugerin Tamu Murata. Nemophila veröffentlichten zwischen 2020 und 2021 als Self-Release drei Singles und bauten durch das Hochladen von Videos auf YouTube eine große multinationale Fangemeinde auf. Im Juni 2021 fasste das britische Plattenlabel JPU die Singles zu der international veröffentlichten Oiran: Extended Edition zusammen. Im Dezember 2021 veröffentlichte Nemophila ihr erstes Studioalbum Revive. Ihr zweites Album, Seize the Fate, wurde im Dezember 2022 veröffentlicht. Im Januar 2025 erschien das vierte Album Apple of My Eye.

## Geschichte
Nachdem sie die Rockband Lipstick verlassen hatte, suchte die Sängerin Mayu nach einer Band, die sie bei einer Live-Session am 22. August 2019 unterstützen sollte. Sie kontaktierte ihre ehemalige Mitschülerin und Bassistin Haraguchi-san, und die beiden rekrutierten die Schlagzeugerin Tamu Murata über Zeitschriften und Anzeigen auf Websites. Über einen gemeinsamen Freund lernte Mayu die Mary’s-Blood-Gitarristin Saki kennen, die sie wiederum der Disqualia-Gitarristin Hazuki vorstellte. Die Musikerinnen hatten das Gefühl, dass diese Besetzung zu gut war, um eine einmalige Sache zu sein, und beschlossen, eine richtige Band zu gründen. Als sie sich für einen Namen entschieden, sagte Mayu, dass ihr das Wort „sorai“ (ein altes, poetisches Wort, das ungefähr übersetzt werden kann mit: Der erfrischende Klang der Herbstbrise) in den Sinn kam und erfrischend klang, aber seine Bedeutung „war schwierig, also versuchten wir, es abzuschwächen“. Da alle Mitglieder weiblich sind, wollte Mayu den Namen einer Blume verwenden und suchte viele Namen, bevor sie Nemophila fand (Hainblume, eine Gattung der Wasserblattgewächse).

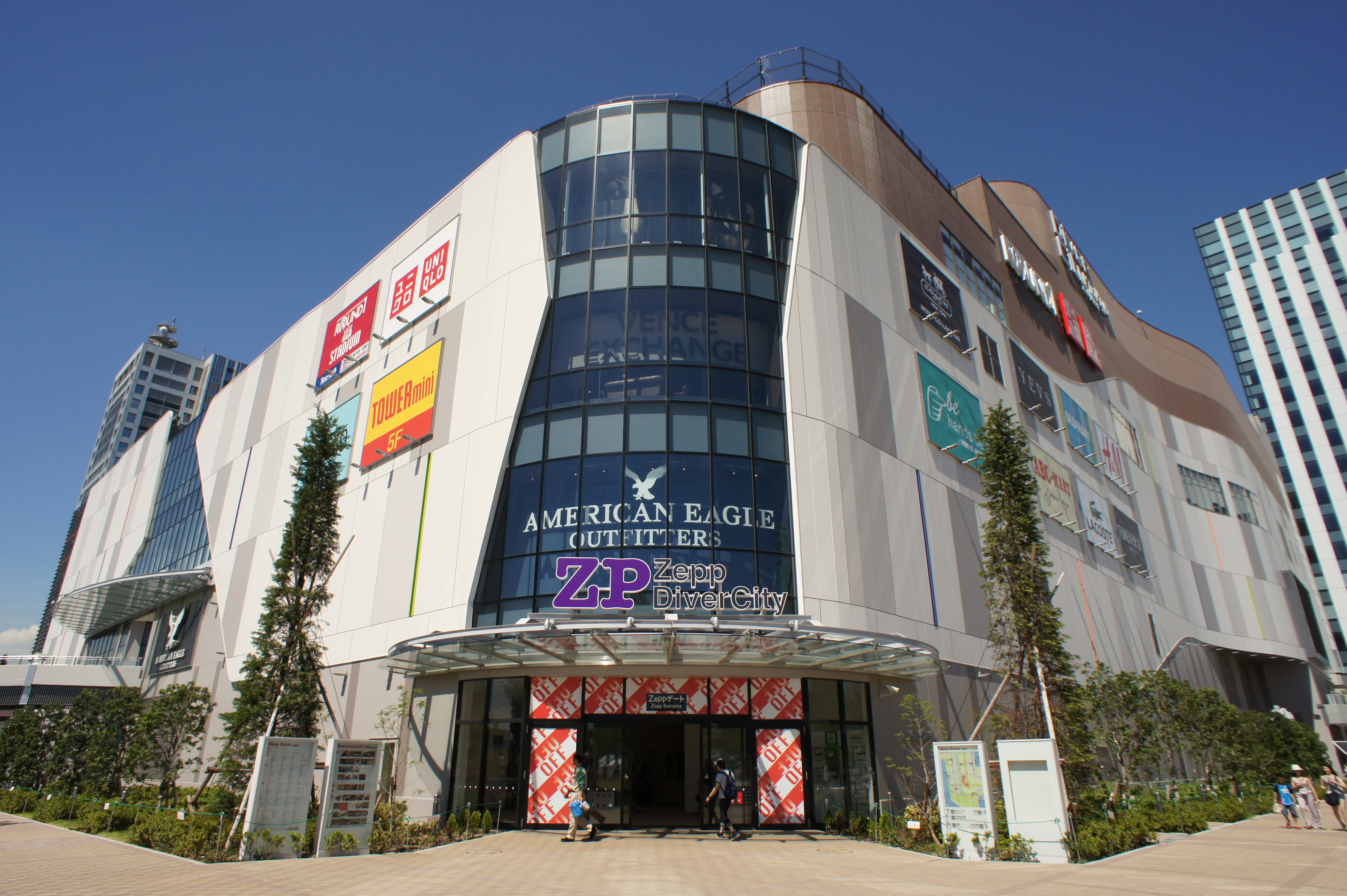
Nemophila gaben ihre ersten Konzerte im Zepp Diver City im September 2019.

Nemophila spielten ihre ersten Konzerte am 14. und 15. September im Rahmen des Metal Weekend 2019 im Zepp Diver City, wo sie als Vorgruppe für Loudness und Hammerfall auftraten. Am 29. Februar 2020 veröffentlichten sie ihre erste Single Oiran und spielten am selben Tag ihr erstes One-Man-Live vor ausverkauftem Haus im Shibuya Rex. Da Murata im Mutterschaftsurlaub war, wurden sie von Show-Ya-Schlagzeugerin Miki „Mittan“ Tsunoda unterstützt. Raitei, ihre zweite Single, wurde am 22. August 2020 veröffentlicht, dem Tag, an dem Murata nach ihrer Mutterschaftspause im Mai wieder auf der Bühne stand. Am 14. November übertrugen Nemophila und Gacharic Spin ein Konzert live, das von Show-Ya-Frontfrau Keiko Terada moderiert wurde.
Ihre dritte Single Dissension folgte am 28. Februar 2021. Am 29. April trat die Band auf dem ausschließlich von Frauen besuchten Naon no Yaon Festival von Show-Ya auf. Am 22. Juni 2021 wählte Kai von Esprit D’Air Nemophila in seine Top Ten der beliebtesten Rock- und Metalbands Japans. Am 25. Juni veröffentlichten Nemophila ihre internationale Compilation Oiran: Extended Edition auf dem britischen Label JPU Records. Die Compilation, die die gesamte bisherige Diskografie der Band sowie eine neue englische Version von Dissension enthält, war das am häufigsten vorbestellte Album in der Geschichte des Labels. Es war auch das erste Mal, dass die Musik der Band in Plattenläden erhältlich war, da sie zuvor nur direkt über ihre Website in Japan verkauft wurde.
Nemophila veröffentlichte ihr erstes Studioalbum Revive am 15. Dezember 2021. Ihr erstes Solokonzert mit allen fünf Mitgliedern im Line Cube Shibuya fand am 9. Januar 2022 statt und die Tickets waren nach dem Verkaufsstart im Oktober 2021 schnell ausverkauft. Das Videoalbum Nemophila Live 2022 Revive ~It's Sooooo Nice to Finally Meet You!!!!!~ mit dem Live-Konzert von diesem Tag wurde am 11. Mai 2022 veröffentlicht. Bei jedem Termin ihrer ersten Tour, die im Juni in verschiedenen Zepp-Lokalen stattfand, wurde Nemophila von einem der folgenden Acts begleitet: Mucc, PassCode, Loudness, Kishidan oder Rottengraffty. Am 21. Juni veröffentlichten sie Revive U.S. Version, auf dem die Songs ihres ersten Studioalbums in englischer Sprache neu aufgenommen wurden. Am 1. Juli spielten Nemophila ihr erstes internationales Konzert in den Vereinigten Staaten im Whisky a Go Go in West Hollywood, Kalifornien. Außerdem traten sie am 7. Oktober beim Aftershock Festival in Sacramento (Kalifornien) auf. Seize the Fate, das zweite Album der Band, wurde am 14. Dezember veröffentlicht. Die Tour dauerte von Januar bis Februar 2023, gefolgt von einer dreitägigen US-Tour im März, die auch einen Auftritt in Mexiko beinhaltete. Vom 31. Mai bis zum 15. Juni ist eine weitere Zepp-Tour geplant, bei der sie jeden Abend von einem anderen Act begleitet werden: Rottengraffty, Hanabie., Survive Said the Prophet oder Demon Kakka. Sie werden auch die Begleitband von Demon Kakka sein. Im Juli sind anlässlich ihres vierjährigen Bestehens zwei Konzerte geplant.[veraltet]
Am 31. März 2024 gab die Band bekannt, dass Gitarristin Saki die Band verlässt und die Band mit nur noch vier Mitgliedern weitergeführt wird.

## Musikstil und Songwriting
Saki sagt, das Wichtigste bei Nemophila sei es, „harte Musik wie Metalcore zu spielen, sie aber ‚yurufuwa‘ zu machen, um ihr mehr Persönlichkeit zu verleihen. Das ist ein japanisches Wort und bedeutet […] flauschig und weich“. In einem anderen Interview erklärte sie: „Traditionell haben Rockbands ein starkes, männliches Image. Das Konzept von ‚Yurufuwa‘ ist es, uns selbst treu zu bleiben, anstatt unsere weibliche Identität als männlich darzustellen. Wir fanden es interessant, die Niedlichkeit von etwas Plüschigem mit intensiven Metal-Elementen zu kombinieren. Das spürt man in den Refrains von Dissension und Raitei, aber auch in unserem Verhalten auf der Bühne.“ Hazuki nennt Mayus unterschiedliche Art zu singen als ein wichtiges Merkmal von Nemophila: „Ihre raue Stimme ist sehr charakteristisch. Deshalb haben wir nach einem härteren Sound gesucht.“
Als die Band gegründet wurde, begannen sie laut Saki, Songs zu komponieren, die „einige kleine japanische Dinge wie in Oiran, einige elektronische Elemente und japanischen Rock mit vielen melodischen Elementen“ kombinierten. Obwohl Saki einige Songs komponiert, hat Nemophila ein Komponistenteam, das hinter den Kulissen arbeitet und die Mitglieder mit MIDI-Daten versorgt. Hazuki sagt, dass sie sich immer über Vorschläge von Komponist/Produzent Kensuke Akiyama freuen. „Er sagt uns, wenn eine Phrase cool ist oder wenn wir etwas anderes ausprobieren sollten. Er schlägt vor, wo Mayu in einem Song schreien sollte oder wo eine Phrase, die mit einem Schrei einhergeht, am besten passen würde.“ Saki beschreibt den Prozess als nicht viel anders, als wenn die Band ihre eigenen Songs schreibt: „Wenn die Songs fertig sind, besprechen wir mit Herrn Akiyama und untereinander das Bild, das der Song vermitteln soll. Dann fügen wir unsere eigenen Ideen zu den Demos hinzu, und das ist dann die Grundlage für den Song.“
Mayu nennt Dave Grohl als einen ihrer Einflüsse und verwendet sowohl klaren als auch geschrienen Gesang. Obwohl sie sagt, dass klarer Gesang die größere Herausforderung für sie ist, sagt sie, dass der Wechsel zwischen beiden noch schwieriger ist. Mayu schreibt viele der Texte, aber die Gesangsmelodien werden hauptsächlich von Akiyama und Saki geschrieben, die ihre Vorschläge berücksichtigen. Die Sängerin schreibt die Texte sowohl auf Japanisch als auch auf Englisch, was von der Melodie des Liedes abhängt: „Wenn die Melodie relativ wenige Töne hat, schreibe ich eher englische Texte. Und wenn ich aufgrund des Gehörten etwas zu sagen habe, schreibe ich es auf Japanisch. Aber es muss natürlich angenehm zu singen sein. Und wenn es auf Englisch ist, ändere ich es manchmal, damit es cool klingt.“ Mayu sagt auch, dass die Texte im Allgemeinen recht positiv sind, was sie als etwas beschreibt, das Nemophila einzigartig macht.
Im Allgemeinen sagt Saki, dass sie ihre Gitarre mit einem etwas tieferen Ton spielt als ihre Mitstreiterin Hazuki. Beide kreieren ihre eigenen Gitarrensoli, und Murata kreiert immer ihre eigenen Schlagzeug-Fills. Haraguchi-san wechselt zwischen Fingerpicking und Gitarrenplektren, bevorzugt aber das Fingerpicking wegen des dickeren Sounds.

## Diskografie
- 2021: Oiran: Extended Edition (Kompilation, JPU)
- 2021: Revive (Album, Master Works, JPU)
- 2022: Seize the Fate (Album, Master Works)
- 2023: The Initial Impulse (EP, Master Works)
- 2024: Evolve (Album, Master Works)
- 2025: Apple of My Eye (Album, Master Works)